# Граничне (Словаччина)
Граничне або Гранічне (словац. Hraničné) — село, громада в окрузі Стара Любовня, Пряшівський край, Словаччина.
Вперше згадується 1342 року.
В селі є дерев'яний римо-католицький костел з 1785 року, національна культурна пам'ятка.

## Географія
Розташоване в північно-східній частині країни, на Любовнянській височині в долині потока Гранична, лівої притоки Попраду.

## Населення
| Рік:            | 1994. | 2004.    | 2014.    | 2024.   |
| --------------- | ----- | -------- | -------- | ------- |
| Кількість осіб: | 255   | 219      | 187      | 177     |
| Різниця:        |       | -14,11 % | -14,61 % | -5,34 % |

| Рік:            | 2023. | 2024.   |
| --------------- | ----- | ------- |
| Кількість осіб: | 179   | 177     |
| Різниця:        |       | -1,11 % |

В селі проживає 206 осіб.
Національний склад населення (за даними останнього перепису населення — 2001 року):
- словаки — 99,57 %
- поляки — 0,43 %

Склад населення за приналежністю до релігії станом на 2001 рік:
- римо-католики — 82,68 %,
- греко-католики — 17,32 %,